# St. Josef (Uchtelfangen)

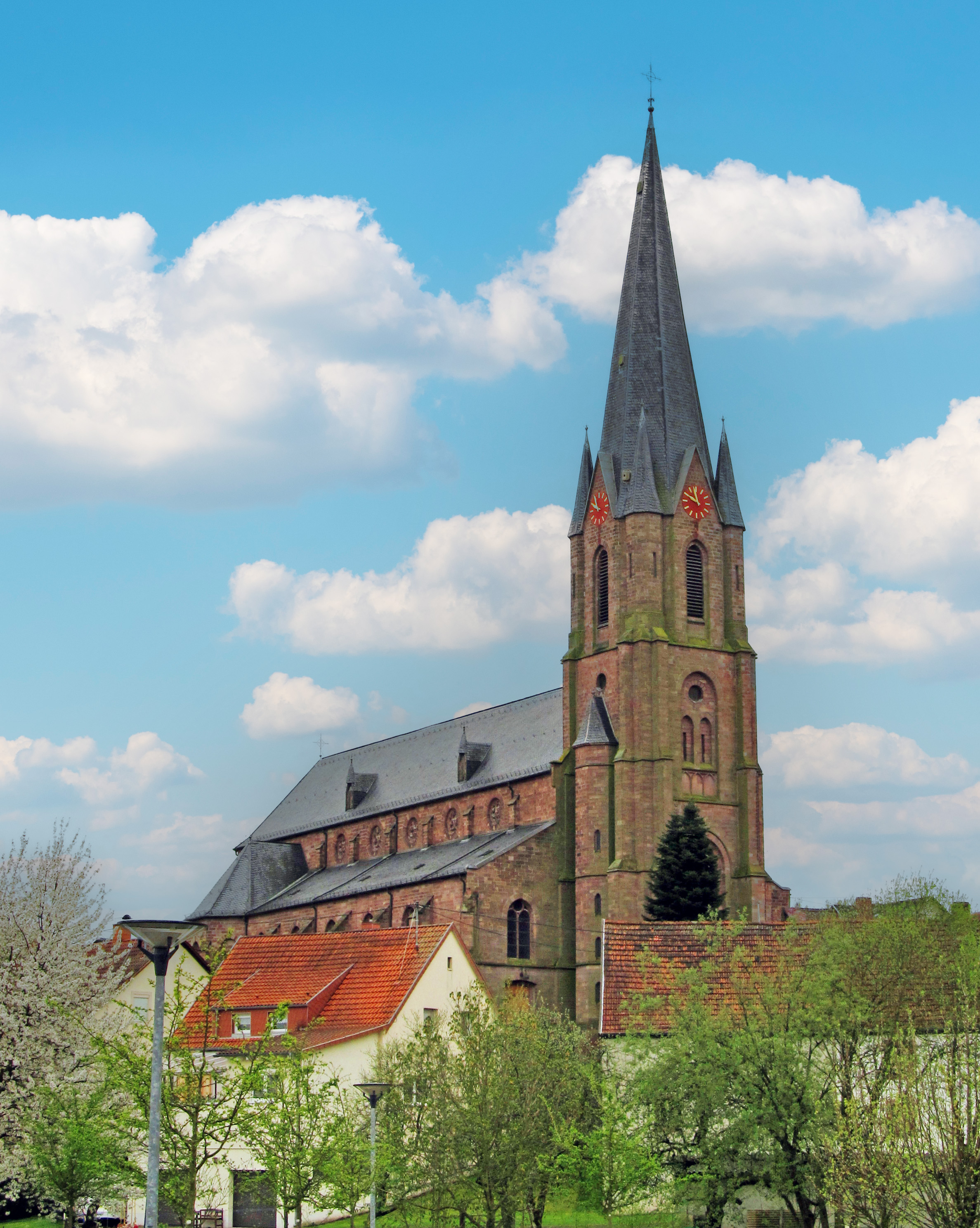
Die Pfarrkirche St. Josef in Uchtelfangen

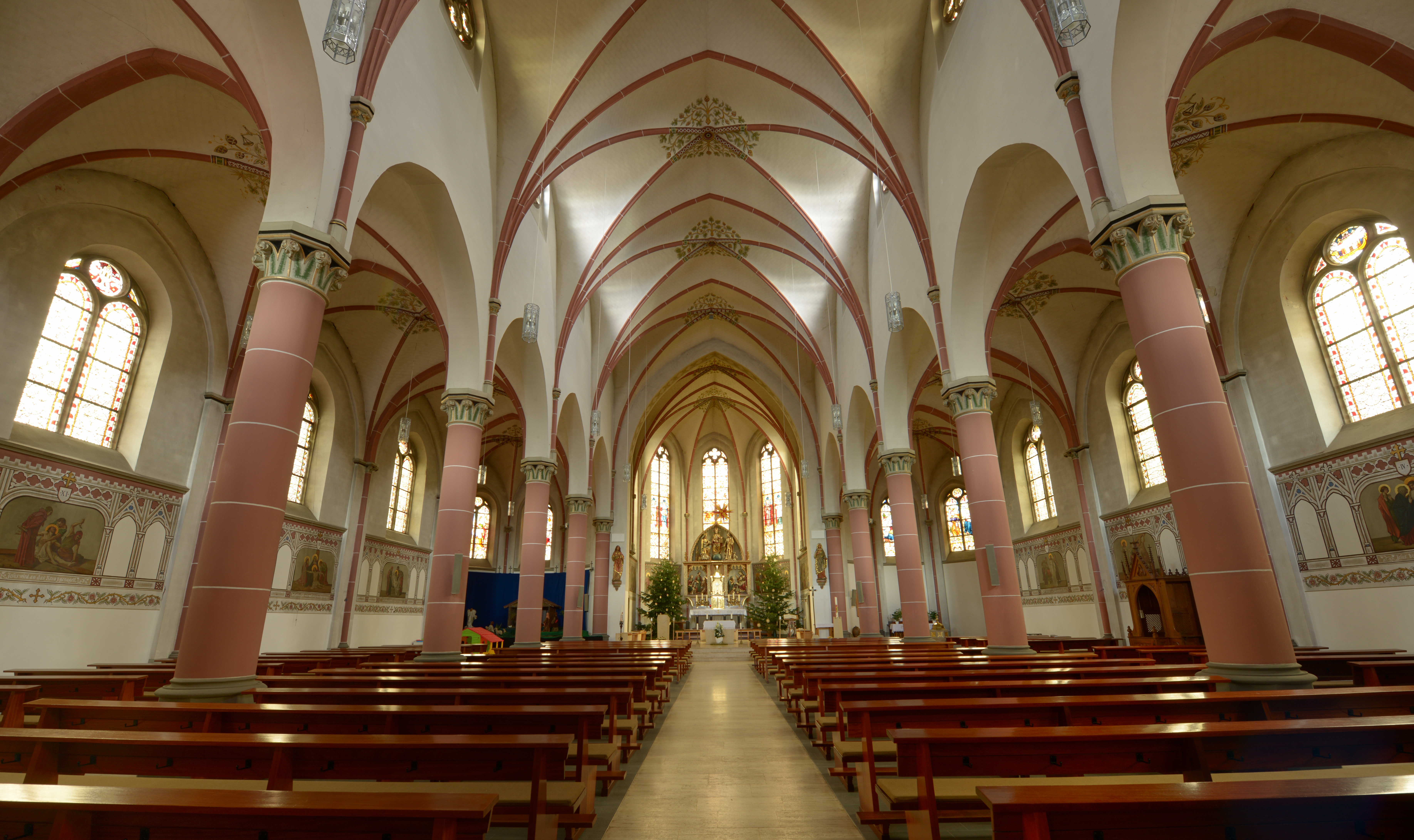
Blick ins Innere der Kirche

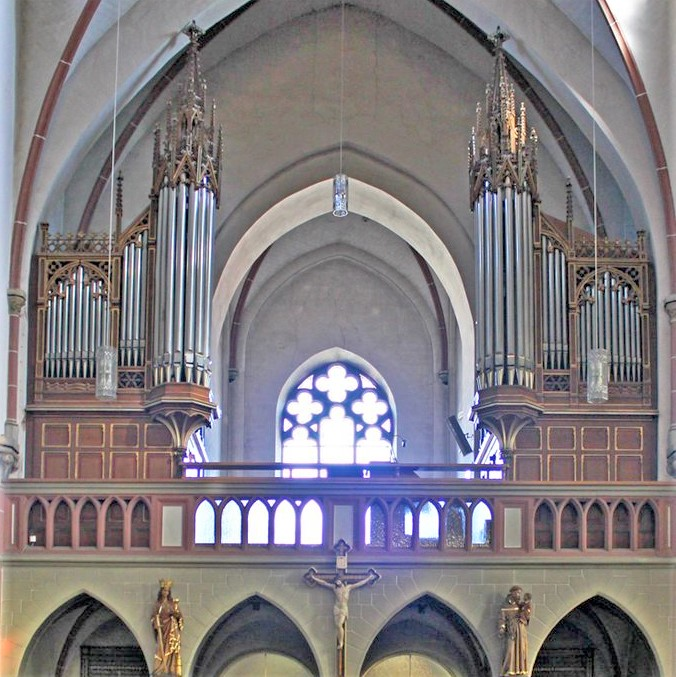
Orgelempore

Die Kirche St. Josef ist eine römisch-katholische Pfarrkirche in Uchtelfangen, einem Ortsteil der saarländischen Gemeinde Illingen, Landkreis Neunkirchen. Kirchenpatron ist der heilige Josef. Das Gotteshaus gilt als „Dom des Illtals“. In der Denkmalliste des Saarlandes ist das Kirchengebäude als Einzeldenkmal aufgeführt.

## Geschichte
Der Bau der Kirche erfolgte in den Jahren 1888 bis 1895 im Stil der Neugotik nach Plänen des Architekten und Dombaumeisters Reinhold Wirtz. Auf Grund von Geldknappheit verzögerten sich die Bauarbeiten. Die Kirche wurde am 2. Juli 1895 durch den Bischof Michael Felix Korum eingeweiht.
1990 wurde eine Außenbeleuchtungsanlage installiert, die 2002 von der Seite Josefstraße her ergänzt wurde. Im Jahr 2005 wurde das Gotteshaus einer umfassenden Restaurierung unterzogen und Statikuntersuchungen durchgeführt.

## Ausstattung
Die Kirche verfügt über hohe historistische Kirchenfenster mit Ornamenten. Die Kirchenfenster über den Seitenaltären zeigen Motive aus dem Leben Mariens und des heiligen Josef, darunter auch das seltene Motiv der Darstellung des Todes von St. Josef auf einem der Kirchenfenster der Josefskapelle. Die hohen Kirchenfenster im Chor zeigen realistische Darstellungen der heiligen Barbara, der heiligen Elisabeth, des heiligen Franziskus und des heiligen Aloysius sowie im Zentrum der Bilderreihe Jesus mit Kreuz und Gottvater mit Zepter und Weltkugel. Im Inneren der Kirche sind Heiligenfiguren mit Darstellungen des Herzens Jesu, des Herzens Mariä, der heiligen Barbara und des heiligen Antonius verteilt.
Zur Ausstattung der Kirche gehört auch der 1910 von dem Maler Potthast (Wiesbaden) geschaffene Kreuzweg in den beiden Seitenschiffen. Es handelt sich dabei um auf Kupferplatten aufgemalte, fast überdimensionale Gemälde, die von beinahe klassizistischen oder neoromanischen Zeichnungen eingerahmt sind.
Der Hochaltar im Chor wurde 1937 von dem Bildhauer Louis Kiefer (Trier) geschaffen und weist Holzschnitzereien mit seltenen Darstellungen des Todes von St. Josef und der Eheschließung von St. Josef mit der Muttergottes auf. Außerdem zeigt er realistische Darstellungen des heiligen Josef und der Heiligen Familie. Der vor dem Hochaltar platzierte Opferaltar aus hellem Kalkstein, sowie der Ambo stammen von dem Bildhauer Thomas Fehr (Trier), der diese 2003 schuf.
Des Weiteren befinden sich in der Kirche alte Beichtstühle.

## Orgel
Die Orgel der Kirche wurde 1983 von der Firma Hugo Mayer Orgelbau (Heusweiler) erbaut und verfügt über 27 Register, verteilt auf zwei Manuale und Pedal. Beim Bau des Instrumentes übernahm die Firma Mayer einen Großteil des Pfeifenwerkes des Vorgänger-Orgel der Firma Georg Stahlhuth aus dem Jahr 1900. Auch das Gehäuse stammt von der originalen Stahlhuth-Orgel. Das Schleifladen-Instrument ist auf einer Empore aufgestellt. Die Spieltraktur ist mechanisch, die Registertraktur ist elektrisch. Die Disposition lautet wie folgt:
| I Hauptwerk C–g3 |               |       |
| 1.               | Bordun        | 16′   |
| 2.               | Principal     | 8′    |
| 3.               | Harmonieflöte | 8′    |
| 4.               | Gamba         | 8′    |
| 5.               | Octave        | 4′    |
| 6.               | Octavflöte    | 4′    |
| 7.               | Quinte        | 2 ⁄3′ |
| 8.               | Octavin       | 2′    |
| 9.               | Mixtur IV-V   | 2′    |
| 10.              | Trompete      | 8′    |

| II Schwellwerk C–g3 |                |       |
| 11.                 | Engprincipal   | 8′    |
| 12.                 | Gedackt        | 8′    |
| 13.                 | Salicional     | 8′    |
| 14.                 | Vox coelestis  | 8′    |
| 15.                 | Geigenoctave   | 4′    |
| 16.                 | Rohrflöte      | 4′    |
| 17.                 | Sesquialter II | 2 ⁄3′ |
| 18.                 | Waldflöte      | 2′    |
| 19.                 | Scharff IV     | 1 ⁄3′ |
| 20.                 | Schalmay       | 8′    |
|                     | Tremulant      |       |

| Pedal C–f1 |                |       |
| 21.        | Contrabass     | 16′   |
| 22.        | Subbass        | 16′   |
| 23.        | Octavbass      | 8′    |
| 24.        | Gedacktbass    | 8′    |
| 25.        | Choralbass     | 4′    |
| 26.        | Pedalmixtur IV | 2 ⁄3′ |
| 27.        | Posaune        | 16′   |

- Koppeln: I/I, I/P, II/P
- Spielhilfen: 2 freie Kombinationen, Tutti